# カイ二乗検定
カイ二乗検定（カイにじょうけんてい、カイじじょうけんてい、英: Chi-squared test）、または{\displaystyle \chi ^{2}}検定とは、帰無仮説が正しければ検定統計量が漸近的にカイ二乗分布に従うような統計的検定法の総称である。次のようなものを含む。
- ピアソンのカイ二乗検定：カイ二乗検定として最もよく利用されるものである（本項で述べる）。
- 一部の尤度比検定：標本サイズが大きい場合には近似的にカイ二乗検定となる場合がある。
- イェイツのカイ二乗検定（イェイツの修正）
- マンテル・ヘンツェルのカイ二乗検定
- 累積カイ二乗検定
- Linear-by-linear連関カイ二乗検定

これらはいずれも
{\displaystyle \chi ^{2}=\sum {\frac {(\mathrm {observed} -\mathrm {expected} )^{2}}{\mathrm {expected} }},}
（ここで"expected" という語は期待値そのものではなく観測値から求められる期待値の推定量あるいは理論値を指すことが多い）
という形の検定統計量「カイ二乗（χ2）」を含む。
日本工業規格ではカイ二乗検定を「検定統計量が、帰無仮説の下でχ2分布に従うことを仮定して行う統計的検定」と定義している
。

## ピアソンのカイ二乗検定
ピアソンのカイ二乗検定（Pearson's chi-square test）は、カイ二乗検定のうち最も基本的かつ広く用いられる方法であって、「観察された事象の相対的頻度がある頻度分布に従う」という帰無仮説を検定するものである。この頻度分布は特定のものに限らない。すなわちこの方法はノンパラメトリック検定である。
標本空間が有限個の互いに排反な事象の和であるとする（例えば「さいころの目」、「ある人が男か女か」など）。カイ二乗検定統計量とは、各事象に関する頻度の観測値と理論値との差の二乗を理論値で割った商の総和
{\displaystyle \chi ^{2}=\sum {(O-E)^{2} \over E}}
である。ただしここでO = 頻度の観測値，E = 帰無仮説の下における頻度の期待値（理論値）である。
ピアソンのカイ二乗検定は2つのタイプの比較、適合度検定及び独立性検定に用いられる:

### 適合度検定
観測された度数分布が理論分布と同じかどうかを検定する。例えば簡単な例として、標本として100人の人がいる場合に、「男と女が同数だけいる集団から、ランダムに抽出された100人である」という仮説を検定するには、男女の人数の観測度数と期待度数とを比較すればよい。観測値が男45人、女55人ならば、
| i  | 属性 Si | 観測度数 νi | 期待確率 pi | 期待度数 npi | (νi − npi)2/npi |
| -- | ------- | ----------- | ----------- | ------------ | --------------- |
| 1  | 男性    | 45          | 1/2         | 50           | 25/50           |
| 2  | 女性    | 55          | 1/2         | 50           | 25/50           |
| 計 |         | n = 100     | 1           | 100          | χ2 = 1          |

{\displaystyle \chi ^{2}=\sum _{i}{\frac {(\nu _{i}-np_{i})^{2}}{np_{i}}}={(45-50)^{2} \over 50}+{(55-50)^{2} \over 50}=1}
この場合の自由度は1である（2つの観測値と理論値の差は、一方を決めると他方も自動的に決まるから）。そこで自由度1のカイ二乗分布を見ると、男女の人数が等しい場合にこのような差（及び女がさらに多くなるような場合）が見出される確率は、おおよそ0.32である。この確率は普通用いる統計学的有意水準（ α = 0.05, 0.01など）よりも高いから、「男女の人数が等しい」とする帰無仮説を棄却する理由がない。
またカイ二乗分布で十分近似できるのは、実際的な問題として期待度数が条件 npi ≥ 10 をすべての属性に対して満たすときとされている。

### 独立性検定
2つの変数に対する2つの観察（2x2分割表で表される）が互いに独立かどうかを検定する。例えば、「別の地域の人々について、選挙である候補を支持する頻度が違う」かどうかを検定する方法である。
カイ二乗の計算値は、確率分布が二項分布あるいは正規分布に従う集団に関しては正確にカイ二乗分布に従う。
期待値が二項分布：
{\displaystyle E=^{d}{\mbox{Bin}}(n,p)}
（ただしここで、p = 帰無仮説の下での確率，n = 標本の観測値）
に従う場合、カイ二乗は自由度1のカイ二乗分布に従う。なおこの二項分布はサンプルサイズが大きい場合には次のような正規分布で近似できる：
{\displaystyle {\mbox{Bin}}(n,p)\approx ^{d}{\mbox{N}}(np,np(1-p))}
標準正規分布に従う{\displaystyle k}個の変数{\displaystyle Z}から、各二乗の合計を求めると、自由度{\displaystyle k}のカイ二乗分布：
{\displaystyle \sum _{i=1}^{k}Z_{i}^{2}=^{d}\chi _{k}^{2}}
に従う。
しかし一般の頻度分布でもカイ二乗は「近似的には」カイ二乗分布に従うので、カイ二乗検定が適用可能である。期待値Eが小さい（サンプルサイズが小さい、または観測数が少ない）場合は、二項分布を正規分布ではうまく近似できないため、この場合には尤度比検定の1つであるG検定を用いるのがより適切である。サンプルサイズが小さい場合は、二項検定、さらに2x2分割表で表される場合にはフィッシャーの正確確率検定を用いる必要がある。